# 에로티카

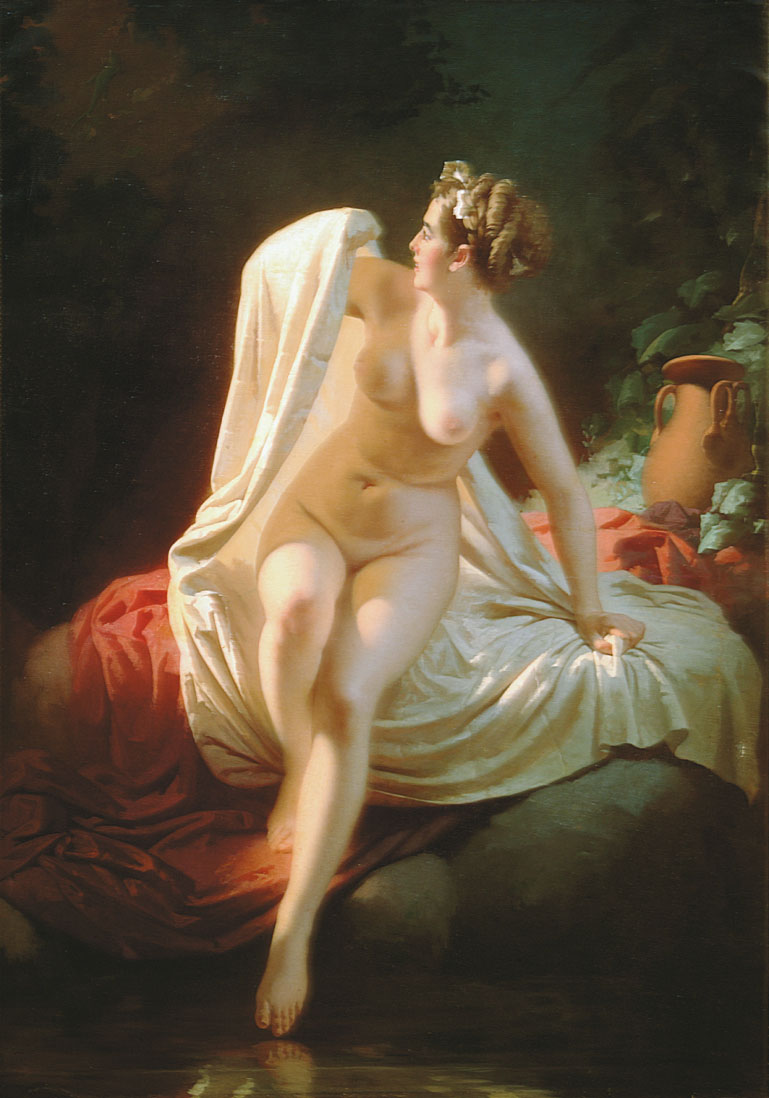

에로티카(erotica) 또는 성애물(性愛物)은 에로티시즘을 자극하거나 성적 흥분을 일으키기도 하는 관능적인 묘사를 취급하는 문학(외설 문학)·사진·영화·회화(춘화 등)·조각 등의 예술 작품을 가리킨다. 에로티카는 인간의 육체와 성을 예술적 의도로 제작한다는 의미가 있으며, 현대의 용어에서 상업적·경제적 의도에서 제작된 포르노그래피와는 구별된다.

## 같이 보기
- 에로티시즘